# انقلاب 1984 في موريتانيا
في 12 ديسمبر 1984، وقع انقلاب عسكري غير دموي في موريتانيا. قاد الانقلاب رئيس أركان الجيش العقيد معاوية ولد سيدي أحمد الطايع، الذي استولى على السلطة في العاصمة نواكشوط عندما كان الرئيس محمد خونه ولد هيداله خارج البلاد في العاصمة البوروندية بوجومبورا لحضور القمة الفرونكفونية.
تولى الطايع رئاسة المجلس العسكري للخلاص الوطني المكون من 24 عضوًا، وهو مجلس عسكري تم إنشاؤه بعد انقلاب سابق في عام 1978.
وذكرت تقارير واردة من نواكشوط أن الانقلاب لم يتسبب في اضطراب وأن الأعمال ظلت طبيعية. وقالت التقارير إن التعزيزات العسكرية كانت موجودة بالقرب من محطات الإذاعة والتلفزيون وبعض المباني العامة.
بعد أن سافر في البداية إلى برازافيل، بجمهورية الكونغو الشعبية، عاد ولد هيداله إلى البلاد بعد يوم واحد، وتم اعتقاله في مطار نواكشوط لدى عودته، وأودع السجن الذي بقي فيه حتى 28 نوفمبر 1988.